# Taounate
Taounate (in arabo تاونات‎?, in berbero: ⵜⴰⵡⵏⴰⵜ, Tawnat) è una città del Marocco, nell'omonima provincia, nella regione di Fès-Meknès.
La città è anche nota come Tawnāt, Tawnat, Tāwnāt, Taounat.